# スパイダーマン:アクロス・ザ・スパイダーバース
『スパイダーマン:アクロス・ザ・スパイダーバース』（原題：Spider-Man: Across the Spider-Verse）は、2023年に公開されたアメリカ合衆国のCGアニメーション映画。2018年の『スパイダーマン:スパイダーバース』の続編であり、監督はホアキン・ドス・サントス、ケンプ・パワーズ、ジャスティン・K・トンプソン、脚本はデヴィッド・カラハム、フィル・ロード、クリス・ミラーが務める。この映画の物語には、マイルス・モラレスとグウェン・ステイシーの関係が描かれる。上映時間は140分で、アメリカ合衆国のスタジオが制作したアニメーション映画としては史上最長の作品である。
この映画はソニーから2019年11月に正式発表され、本作のプロジェクトは2020年6月に開始された。当初は2022年4月に公開される予定だったが、2019年新型コロナウイルス感染拡大の影響により2022年10月7日に全米公開が延期され、2022年4月には2023年6月2日に再延期（日本は2023年6月16日公開）されることが発表された。また、再延期と同時に、続編となる『スパイダーマン:ビヨンド・ザ・スパイダーバース』が2024年3月29日に全米公開されることも発表された。なお、スパイダーウーマンのスピンオフ映画も制作中であると発表している。

## あらすじ
マイルス・モラレスの世界・アース1610の粒子加速器の事故ののち、グウェン・ステイシーは無事に自分の次元・アース65に戻っていた。しかし、理解者であるマイルスとはもう会えないという現実に、深い孤独を抱えることになってしまった。
グウェンは前作の物語より以前、不慮の事故から唯一の親友であるピーター(アース65では非能力者)を失っていた。またその際に、スパイダーマンの姿でその亡骸を抱える姿を警察署長＝父に見られてしまいピーター殺害の嫌疑をかけられられてしまっていた。スパイダーマンとしては警察に敵対視され、ぎこちない親子関係は改善されないままスパイダー活動を続けていた。
しばらくのち、他の次元からと思われるヴィランと応戦していたグウェンは別次元から現れた別のスパイダーマン達と力を合わせてヴィランを捕縛、居合わせた市民を助けることに成功する。しかし、犯罪者として追われるグウェンは居場所を失ってしまった。落ち込んだグウェンを連れてスパイダーマンたちは次元の向こうへ消えていった。
そしてアース1610。亡きピーター・パーカーの後を継いで新たなスパイダーマンとなったマイルス・モラレスは、グウェンに会えない現状に寂寥感を覚えながらも前向きにヒーロー活動を続けていた。ある日、「スポット」と名乗る空間に穴を開けるヴィランと交戦したマイルスは、スポットを撃退はしたが、そのために家族との約束を守れず外出禁止令を出されてしまい自室で不貞腐れていた。
部屋に空間のゆらぎが発生すると、マイルスの前にグウェン・ステイシーが現れる。
グウェンは多次元のスパイダーマンの集まりである「スパイダー・ソサエティ」のメンバーとなり、マイルスの次元・アース1610で使命を果たすために現れたのだった。撃退したはずのスポットが再び活動を開始し、その戦いの中でマイルスはスパイダー・ソサエティの成り立ちやスパイダーマンたちの運命を知ってしまうが、その逃れられないはずの運命に立ち向かっていく。

## 登場人物
マイルス・モラレス / スパイダーマン
声 - シャメイク・ムーア（英）、小野賢章（日）
ピーター・パーカー / スパイダーマンの死後、跡を継ぎ黒いスーツを着用しウィルソン・フィスク / キングピンらと激闘を繰り広げた高校生のグラフィティ・アーティスト。本作ではある決断を迫られる。
グウェン・ステイシー / スパイダーグウェン
声 - ヘイリー・スタインフェルド（英）、悠木碧（日）
別次元・アース65の女性スパイダーマン。ロックバンドのドラマーであり、マイルスの親友。白いスーツを着用している。現在はスパイダー・ソサエティのメンバーの一人。
ピーター・B・パーカー / スパイダーマン
声 - ジェイク・ジョンソン（英）、宮野真守（日）
マイルスにとってヒーローとしての指導者にあたる別次元の40代のピーター・パーカー。現在はスパイダー・ソサエティのメンバー。
前作で離婚していたMJとは復縁した。
メイ・"メイデイ"・パーカー
ピーター・B・パーカーと元妻のメリー・ジェーン・ワトソンとの間に生まれた娘。
ジェファーソン・デイヴィス
声 - ブライアン・タイリー・ヘンリー（英）乃村健次（日）
マイルスの父であり警察官。
リオ・モラレス
声 - ルナ・ローレン・ベレス（英）小島幸子（日）
マイルスの母。
ジョージ・ステイシー
声 - シェー・ウィガム（英）上田燿司（日）
グウェンの父であり警察署長。アース65のピーターの死の瞬間に遭遇し、容疑者としてスパイダーウーマンを追う。
ピーター・パーカー / リザード
声 - ジャック・クエイド（英）、岩中睦樹（日）
アース65のグウェンの親友だったピーター・パーカー。リザードに変身して暴走したが、スパイダーグウェンとの対決の末に命を落とす。日本語吹替を担当した岩中睦樹は『マーベル スパイダーマン』でもピーター・パーカー / スパイダーマン役を努めている。

### スパイダー・ソサエティ
ミゲル・オハラ / スパイダーマン2099
声 - オスカー・アイザック（英）、関智一（日）
2099年の別次元のスパイダーマン。別次元からのスパイダーマンで結成されたグループであるスパイダー・ソサエティのリーダー。
ジェシカ・ドリュー / スパイダーウーマン
声 - イッサ・レイ（英）、田村睦心（日）
スパイダー・ソサエティのメンバーであり、別次元の妊娠中のスパイダーウーマン。グウェンの師匠でありバイクを乗りこなす。
ホバート・“ホービー”・ブラウン / スパイダーパンク
声 - ダニエル・カルーヤ（英）、木村昴（日）
別次元のイギリス人のスパイダーマン。ギターを武器にし戦う。
パヴィトラ・プラバカール / スパイダーマン・インディア
声 - カラン・ソーニ（英）、佐藤せつじ（日）
別次元のインド人のスパイダーマンでありスパイダー・ソサエティのメンバー。
ベン・ライリー / スカーレット・スパイダー
声 - アンディ・サムバーグ（英）、江口拓也（日）
別次元のピーター・パーカーのクローンでありスパイダー・ソサエティのメンバー。
マーゴ・ケス / スパイダーバイト
声 - アマンドラ・ステンバーグ（英）高垣彩陽（日）
バーチャルリアリティのスパイダーウーマン。
スパイダーキャット
声 - 不明
口から糸を吐き出す猫でありスパイダー・ソサエティのメンバー。
ピーター・パーカー / スペクタキュラー・スパイダーマン
声 - ジョシュ・キートン（英）、猪野学（日）
テレビアニメシリーズ『スペクタキュラー・スパイダーマン』の世界から来た別次元のスパイダーマン。
ピーター・パーカー / インソムニアック・スパイダーマン
声 - ユーリ・ローエンタール（英）、興津和幸（日）
インソムニアックゲームズ制作のゲームシリーズ『Marvel's Spider-Man』の世界から来た別次元のスパイダーマン。

### ヴィラン
ジョナサン・オーン / スポット
声 - ジェイソン・シュワルツマン（英）、鳥海浩輔（日）
白い身体に、別次元を旅することを可能にする黒い次元間ポータルで体が覆われているアルケマックスで働いていた元科学者のスーパーヴィラン。コンビニエンスストアで盗みを働いた際にマイルスと鉢合わせになり小競り合いを繰り広げた。
エイドリアーノ・タミーノ / ヴァルチャー
声 - ヨーマ・タコンヌ（英）飛田展男（日）
別次元から来た鳥をテーマにした衣装を着たヴィランのイタリア人。グウェン、更にミゲル、ジェシカと戦いを繰り広げた。

### その他
チェン
演 - ペギー・ルー
アース688のエディ・ブロック / ヴェノムの行き着けのコンビニエンスストアの店主。突然現れたスポットの話に呆れていた。
この他にも、シャーロット・ウェバー / サン・スパイダー、レゴスパイダーマン、アンナ・メイ・パーカー / スパイダーリング、パトリック・オハラ / ウェブスリンガー、ピーター・パーカー / スパイダーマン（スパイダーマン・アンリミテッド版）、ピーター・パーカー / スパイダーマン（マーベル・マンガバース版）、サイボーグ・スパイダーウーマン、アルティメット・スパイダーウーマン、ボンバスティック・バッグマン、メイベル・ライリー / レディ・スパイダー、スパイダーコップ、プテラ・プターカー / スパイダーレックス、スパイダーモンキー、スパイダーウルフ、ピーター・パーケッドカー / スパイダーモバイル、フラッシュ・トンプソン / キャプテン・スパイダー、ドッペルゲンガー、スパイダーアーマー、スーペリア・スパイダーマン、アイアン・スパイダー、ブルース・バナー / スパイダーマン、サイクロプス・スパイダーマン、プリンス・オブ・アラクネ、ラスト・スタンド・ピーター・パーカー、スパイダーサイド、ジュリア・カーペンター / スパイダーウーマン、サムライ・スパイダーマン、スパイダーカナダ、アシュリー・バートン / ペニー・パーカー / スパイダー・キングピン、チビ・スパイダーマンが登場する。

## キャスト
| 役名                                                  | 担当声優                                       | 日本語吹替                                                                               |
| ----------------------------------------------------- | ---------------------------------------------- | ---------------------------------------------------------------------------------------- |
| マイルス・モラレス / スパイダーマン                   | シャメイク・ムーア                             | 小野賢章                                                                                 |
| グウェン・ステイシー / スパイダーウーマン             | ヘイリー・スタインフェルド                     | 悠木碧                                                                                   |
| ジェファーソン・デイヴィス                            | ブライアン・タイリー・ヘンリー                 | 乃村健次                                                                                 |
| リオ・モラレス                                        | ルナ・ローレン・ベレス                         | 小島幸子                                                                                 |
| ピーター・B・パーカー / スパイダーマン                | ジェイク・ジョンソン                           | 宮野真守                                                                                 |
| ミゲル・オハラ / スパイダーマン2099                   | オスカー・アイザック                           | 関智一                                                                                   |
| ジョナサン・オーン / スポット                         | ジェイソン・シュワルツマン                     | 鳥海浩輔                                                                                 |
| ジェシカ・ドリュー / スパイダーウーマン               | イッサ・レイ                                   | 田村睦心                                                                                 |
| ホバート・“ホービー”・ブラウン / スパイダー・パンク   | ダニエル・カルーヤ                             | 木村昴                                                                                   |
| パヴィトル・プラパカール / スパイダーマン・インディア | カラン・ソーニ                                 | 佐藤せつじ                                                                               |
| ジョージ・ステイシー                                  | シェー・ウィガム                               | 上田燿司                                                                                 |
| ライラ                                                | グレタ・リー                                   | 坂本真綾                                                                                 |
| アーロン・デイヴィス                                  | マハーシャラ・アリ                             | 稲田徹                                                                                   |
| マーゴ・ケス / スパイダーバイト                       | アマンドラ・ステンバーグ                       | 高垣彩陽                                                                                 |
| ベン・ライリー / スカーレット・スパイダー             | アンディ・サムバーグ                           | 江口拓也                                                                                 |
| エイドリアーノ・タミーノ / ヴァルチャー               | ヨーマ・タコンヌ                               | 飛田展男                                                                                 |
| ガンケ                                                | ピーター・ソーン                               |                                                                                          |
| ユリ                                                  | アツコ・オカツカ                               |                                                                                          |
| メリー・ジェーン・ワトソン                            | メリッサ・シュトゥルム                         | 甲斐田裕子                                                                               |
| ピーター・パーカー / リザード                         | ジャック・クエイド                             | 岩中睦樹                                                                                 |
| メイ・パーカー                                        | エリザベス・パーキンス                         | 沢海陽子                                                                                 |
| グローリー                                            | アヨ・エデビリ                                 |                                                                                          |
| MJ                                                    | ニコル・デラニー                               |                                                                                          |
| ベティ                                                | アントニア・レンティニ                         |                                                                                          |
| レゴ・スパイダーマン                                  | ニック・ノヴィツキ                             |                                                                                          |
| ウェブ・スリンガー                                    | タラン・キラム                                 |                                                                                          |
| ピーター・パーカー / スペクタキュラー・スパイダーマン | ジョシュ・キートン                             | 猪野学                                                                                   |
| ピーター・パーカー / インソムニアック・スパイダーマン | ユーリ・ローエンタール                         | 興津和幸                                                                                 |
| マララ・ウィンザー / スパイダー・UK                   | ソフィア・バークレー                           | 神戸光歩                                                                                 |
| シャーロット・ウェバー / サン・スパイダー             | ダニエル・ペレス                               | 塙英子                                                                                   |
| エゼキエル・シムズ / スパイダーセラピスト             | マイク・リアンダ                               |                                                                                          |
| メトロ・スパイダーマン                                | メトロ・ブーミン                               |                                                                                          |
| マックス・ボーン / スパイダーマン2211                 | メトロ・ブーミン                               |                                                                                          |
| J・ジョナ・ジェイムソン                               | J・K・シモンズ                                 | 立川三貴                                                                                 |
| マイルス・G・モラレス / プラウラー                    | ジャハール・ジェローム                         |                                                                                          |
| ペニー・パーカー                                      | キミコ・グレン                                 | 高橋李依                                                                                 |
| ピーター・ポーカー / スパイダー・ハム                 | ジョン・ムレイニー（アーカイブ音声）           | 吉野裕行                                                                                 |
| オリヴィア・オクタヴィアス / ドクター・オクトパス     | キャスリン・ハーン（アーカイブ音声）           | 渡辺明乃                                                                                 |
| オットー・オクタビアス / ドクター・オクトパス         | アルフレッド・モリーナ（アーカイブ音声）       | 銀河万丈                                                                                 |
| 実写での出演                                          |                                                |                                                                                          |
| チェン                                                | ペギー・ルー                                   | 田村聖子                                                                                 |
| アーロン・デイヴィス / プラウラー                     | ドナルド・グローヴァー                         |                                                                                          |
| ピーター・パーカー / スパイダーマン                   | アンドリュー・ガーフィールド（アーカイブ映像） |                                                                                          |
| ピーター・パーカー / スパイダーマン                   | トビー・マグワイア（アーカイブ映像）           | （台詞なし）                                                                             |
| その他声の出演                                        |                                                | ファイルーズあい 駒田航 藤田曜子 渡辺ゆかり 三日尻望 玉井勇輝 木内太郎 奥田寛章 橋本一花 |

日本語版スタッフ
- 演出：岩浪美和
- 翻訳：小寺陽子
- 監修：今田利枝、杉山すぴ豊
- 録音・調整：蜂須賀英幸、小林蒼（アオイスタジオ）
- 制作担当：田村幸生、三宅愛（東北新社）
- 日本語版制作：ソニー・ピクチャーズ エンタテインメント、(株)東北新社

## 制作段階

### プロジェクト
前作の映画『スパイダーマン:スパイダーバース』の公開に先駆け、ソニー・ピクチャーズ アニメーションは2018年11月の終盤までに続編映画のプロジェクトを開始。ホアキン・ドス・サントス、デヴィッド・カラーハンは、ソニーの中ではベテランとして知られており、ピクサー・アニメーション・スタジオの映画『ソウルフル・ワールド』の監督と脚本を務めている。前作の映画のプロデューサーであるエイミー・パスカルも今作の続編映画に参加。フィル・ロード、クリストファー・ミラー、アヴィ・アラッド、クリスティーナ・スタインバーグも、続編で再び参加される。スタイン・フェルド主演のスピンオフ映画も予定されている。前作で監督を務めたピーター・ラムジーもエグゼクティブプロデューサーとして参加される。
2019年11月、ソニーが今作の続編を2022年4月8日に公開すると発表されていたが、2019年新型コロナウイルス感染拡大の影響により2022年10月7日に変更。スパイダーウーマンのスピンオフ映画も制作される予定で、女優のイッサ・レイがスパイダーウーマンの声優を務めると発表された。2021年12月5日、原題「Spider-Man: Across the Spider-Verse (Part-One)」をソニーが正式発表、2部構成となる模様。後に「(Part-One)」部分が取れた現タイトルに変更された。

### キャスティング
2018年12月の時点で、シャメイク・ムーアとヘイリー・スタインフェルドは、前作でマイルス・モラレスとグウェン・ステイシーの役を再び務めると発表している。2019年11月には、特撮テレビドラマ『スパイダーマン』に登場する「ジャパニーズ・スパイダーマン」を本作の映画に登場させると発表。ピーター・B・パーカー/スパイダーマン役もジェイク・ジョンソンが再び務める。2021年8月にはジェシカ・ドリュー/スパイダーウーマン役に女優のイッサ・レイが選出された。

## 音楽
前作の映画で作曲を担当していたダニエル・ペンバートンが2020年12月、本作の作曲も務めることが明らかになった。
日本ではLiSAの「REALiZE」が主題歌として公開された。

## リリース

### 劇場公開
2023年6月2日に全米公開された。発表当初は2022年4月8日に公開される予定だったが、2019年新型コロナウイルスの影響により変更された。日本では2023年6月16日に公開された。また、続編となる『スパイダーマン:ビヨンド・ザ・スパイダーバース』が公開される予定（公開時期未定）。

### ホームメディア
ソニー・ピクチャーズは、2022年から2026年までに公開される複数のソニー映画について、劇場公開後から18か月の間はNetflixにて独占配信した上で、その後はDisney+とHulu並びにディズニー系のテレビ局（主にディズニー・チャンネル）での放送・配信を実施すると発表した。これにより、これまで公開されてきたソニー・ピクチャーズの映画、スパイダーマンの映画シリーズも配信されることになるが、この3社の契約はアメリカに限られるため、日本でも配信されるかは不明。
日本では2023年8月18日からデジタル配信が先行する形でセル配信の販売を開始した。同年9月13日にはデジタル版のレンタル、同年10月4日にはディスク版（Blu-ray・DVD）の販売とレンタルも予定されている。

### 上映禁止
2023年6月22日からアラブ首長国連邦やサウジアラビアなどの中東地域にて、本作品の劇場公開が予定されていたが、急遽取り止めになった事が複数のメディアから報じられた。エンターテインメント専門誌「ハリウッド・リポーター」によると、グウェン・ステイシーの部屋に貼られているトランスジェンダーを擁護するポスターが検閲に引っかかり、問題視された可能性を指摘している。

## 受賞・ノミネート
| 映画賞                                        | 授賞式        | 部門   | 対象                                                                        | 結果       | 出典          |
| --------------------------------------------- | ------------- | ------ | --------------------------------------------------------------------------- | ---------- | ------------- |
| 第6回ハリウッド批評家協会ミッドシーズン映画賞 | 2023年6月30日 | 作品賞 | 『スパイダーマン:アクロス・ザ・スパイダーバース』                           | 受賞       | [ 38 ] [ 39 ] |
| 第6回ハリウッド批評家協会ミッドシーズン映画賞 | 2023年6月30日 | 監督賞 | - ホアキン・ドス・サントス - ケンプ・パワーズ - ジャスティン・K・トンプソン | 受賞       | [ 38 ] [ 39 ] |
| 第6回ハリウッド批評家協会ミッドシーズン映画賞 | 2023年6月30日 | 脚本賞 | - フィル・ロード - クリス・ミラー - デヴィッド・カラハム                    | ノミネート | [ 38 ] [ 39 ] |